# Gordon (Ohio)
Gordon és una població dels Estats Units a l'estat d'Ohio. Segons el cens del 2000 tenia 190 habitants.

## Demografia
Segons el cens del 2000, Gordon tenia 190 habitants, 74 habitatges, i 58 famílies. La densitat de població era de 458,5 habitants/km².
Dels 74 habitatges en un 40,5% hi vivien nens de menys de 18 anys, en un 67,6% hi vivien parelles casades, en un 6,8% dones solteres, i en un 21,6% no eren unitats familiars. En el 17,6% dels habitatges hi vivien persones soles el 4,1% de les quals corresponia a persones de 65 anys o més que vivien soles. El nombre mitjà de persones vivint en cada habitatge era de 2,57 i el nombre mitjà de persones que vivien en cada família era de 2,93.
Per edats la població es repartia de la següent manera: un 29,5% tenia menys de 18 anys, un 4,2% entre 18 i 24, un 38,4% entre 25 i 44, un 22,6% de 45 a 60 i un 5,3% 65 anys o més.
L'edat mediana era de 34 anys. Per cada 100 dones de 18 o més anys hi havia 103 homes.
La renda mediana per habitatge era de 35.750 $ i la renda mediana per família de 38.125 $. Els homes tenien una renda mediana de 35.833 $ mentre que les dones 21.607 $. La renda per capita de la població era de 16.949 $. Cap de les famílies i el 0,5% de la població estaven per davall del llindar de pobresa.

## Poblacions properes
El següent diagrama mostra les poblacions més properes.